# Inzise

Albertus

Copperplate Gothic

Friz Quadrata

Optima

Rusticana

Trajan

Als Inzisen (im Englischen: glyphic fonts/typefaces) bezeichnet man in der Typografie Antiqua-basierte Schriftarten, die von Stein- und Metallinschriften abgeleitet sind. Sie haben typischerweise einen geringen Strichkontrast und Serifen, die jedoch oft schwach ausgeprägt und anstatt quer zum Strich verlaufenden Endstrichen eher als dreieckige oder spachtelförmige Strichabschlüsse gestaltet sind. Solche Schriftarten wirken tendenziell markant und „scharf geschnitten“.

## Klassifizierung
Inzisen können gewissermaßen zwischen Serifen- und Groteskschriften stehen, auch wenn sie von beiden Familien starke Anleihen nehmen. International werden sie unterschiedlich klassifiziert.
In der Formenklassifikation nach Vox sind Inzisen (Französisch: Incises) eine eigene Familie. Im Klassifizierungssystem von DIN 16518 zählen sie zum „Sammeltopf“ der Gruppe Antiqua-Varianten.
Im englischen Sprachraum werden Inzisen in unterschiedliche Klassen kategorisiert, etwa „glyphic“, „latin“, „wedge-serif“ oder „decorative“.

## Verwendung
Inzisen werden gern plakativ für einzelstehende Wörter auf Postern, Marken, Verpackungen und Buchtiteln verwendet. Manche Inzisen eignen sich jedoch auch für Mengentext.
Nicht selten sind Inzisen Majuskelschriften, die nur Großbuchstaben enthalten, oder sie enthalten auch Kleinbuchstaben, aber es werden gleichwohl oft nur die Großbuchstaben verwendet. Verwendungsbeispiele für den Einsatz von Inzisen für Versalienschrift sind die Schriftzüge in den Logos der Drogeriemarktkette Rossmann (ähnlich zur Optima) oder der Quizshow Wer wird Millionär? (Copperplate).

## Beispiele
Beispiele für Inzisen sind die Schriftarten Albertus (1932), Augustea (1951), Copperplate Gothic (1901), Friz Quadrata (1965), Frutiger Capitalis (2005), Icone (1980), Magma II (2014), Nami (2007), Optima (1958), Pascal (1960), Président (1954), Rusticana (1992) und Trajan (1989).